# Edmundson
Edmundson és una població dels Estats Units a l'estat de Missouri. Segons el cens del 2000 tenia 840 habitants.

## Demografia
Segons el cens del 2000, Edmundson tenia 840 habitants, 330 habitatges, i 211 famílies. La densitat de població era de 1.158,3 habitants per km².
Dels 330 habitatges en un 35,2% hi vivien nens de menys de 18 anys, en un 42,1% hi vivien parelles casades, en un 19,1% dones solteres, i en un 35,8% no eren unitats familiars. En el 28,8% dels habitatges hi vivien persones soles el 9,1% de les quals corresponia a persones de 65 anys o més que vivien soles. El nombre mitjà de persones vivint en cada habitatge era de 2,55 i el nombre mitjà de persones que vivien en cada família era de 3,16.
Per edats la població es repartia de la següent manera: un 28,5% tenia menys de 18 anys, un 10% entre 18 i 24, un 28,3% entre 25 i 44, un 22,6% de 45 a 60 i un 10,6% 65 anys o més.
L'edat mediana era de 34 anys. Per cada 100 dones de 18 o més anys hi havia 86,6 homes.
La renda mediana per habitatge era de 37.083 $ i la renda mediana per família de 39.531 $. Els homes tenien una renda mediana de 29.417 $ mentre que les dones 25.000 $. La renda per capita de la població era de 14.123 $. Entorn del 20,6% de les famílies i el 20,3% de la població estaven per davall del llindar de pobresa.

## Poblacions més properes
El següent diagrama mostra les poblacions més properes.